# مرسدس-بنز دبلیو۱۲۴
مرسدس بنز دبلیو۱۲۴ (انگلیسی: Mercedes-Benz W124) نام نسخه‌ای از مرسدس بنز کلاس ئی است که از سال ۱۹۸۴ تا ۱۹۹۵/۹۶ تولید می‌شد. این مدل پس از مدل دبلیو۱۲۳ (که در ایران به آن بنز دانشجویی می‌گویند) تولید شد و در سال ۱۹۹۵ مرسدس بنز موفق شد مرسدس بنز دبلیو۲۱۰ را جایگزین آن کند.
در ایران به دلیل حالت برجسته ای که در زوایای مختلف از بدنه این خودرو دیده می شود، به آن بنز کپل می گویند.
برای سال‌های ۱۹۸۵ تا ۱۹۹۶ مدل دبلیو۱۲۴ در آمریکای شمالی فروخته می‌شد.
این خودرو همچنان از چراغ‌های پلکانی بهره می‌برد که برخی فکر می‌کردند سلیقه طراحان است اما در طرح آن یک خلاقیت به چشم می‌آمد و آن این بود که چراغ‌های پلکانی حتی در کثیف‌ترین حالت نوردهی خود را از دست نمی‌دهند.

## تاریخچه
W124 یک وسیله نقلیه متوسط است. با توجه به هزینه بالای مهندسی و کیفیت ساخت آلمان، W124 به میزان چندین کیلومتر آزمایش شده‌است و کیفت خوب خود را در واقع مدیون همین تست‌های فراوان می‌باشد.

## مرسدس-بنز ۵۰۰ئی

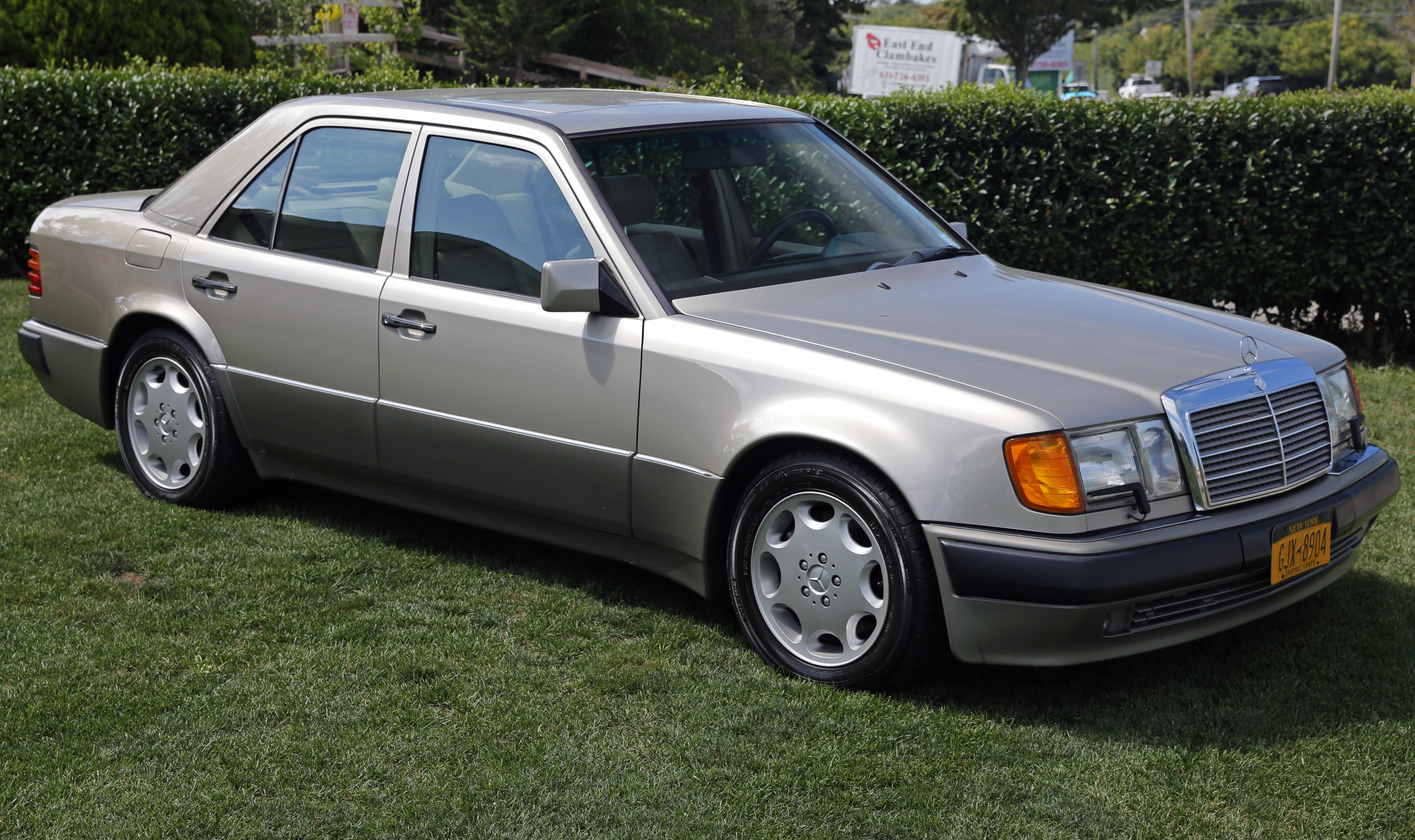
مرسدس بنز ۵۰۰ئی ۱۹۹۲

این خودرو همچنین شامل یک نسخه با کارایی بالا  به نام ۵۰۰ئی بود، که با همکاری پورشه تولید و مونتاژ می گردید. این خودرو مجهز به موتور موتور ۵٫۰ لیتری ۳۲ سوپاپ V8 M119 که روی 500 SL (R129) هم بود استفاده شده‌است و پورشه طراحی تعلیق و شاسی را انجام داده است.

## نگارخانه

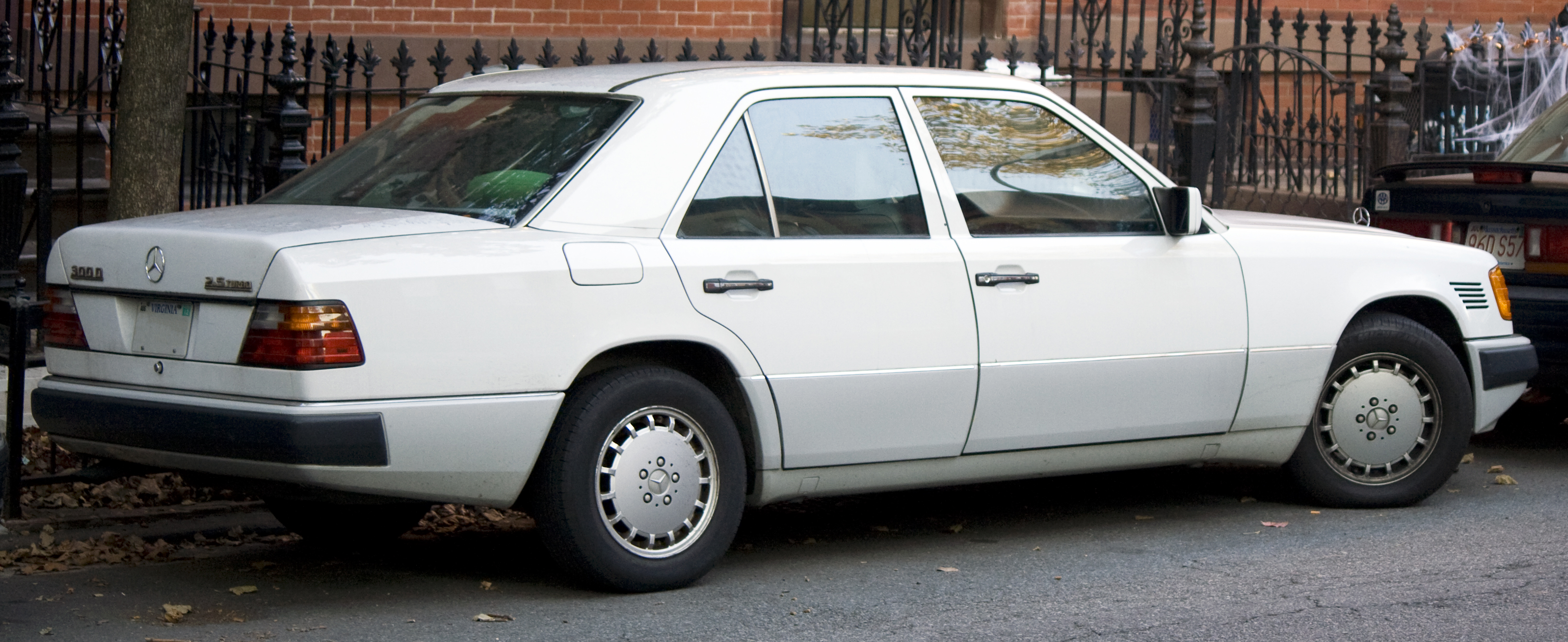
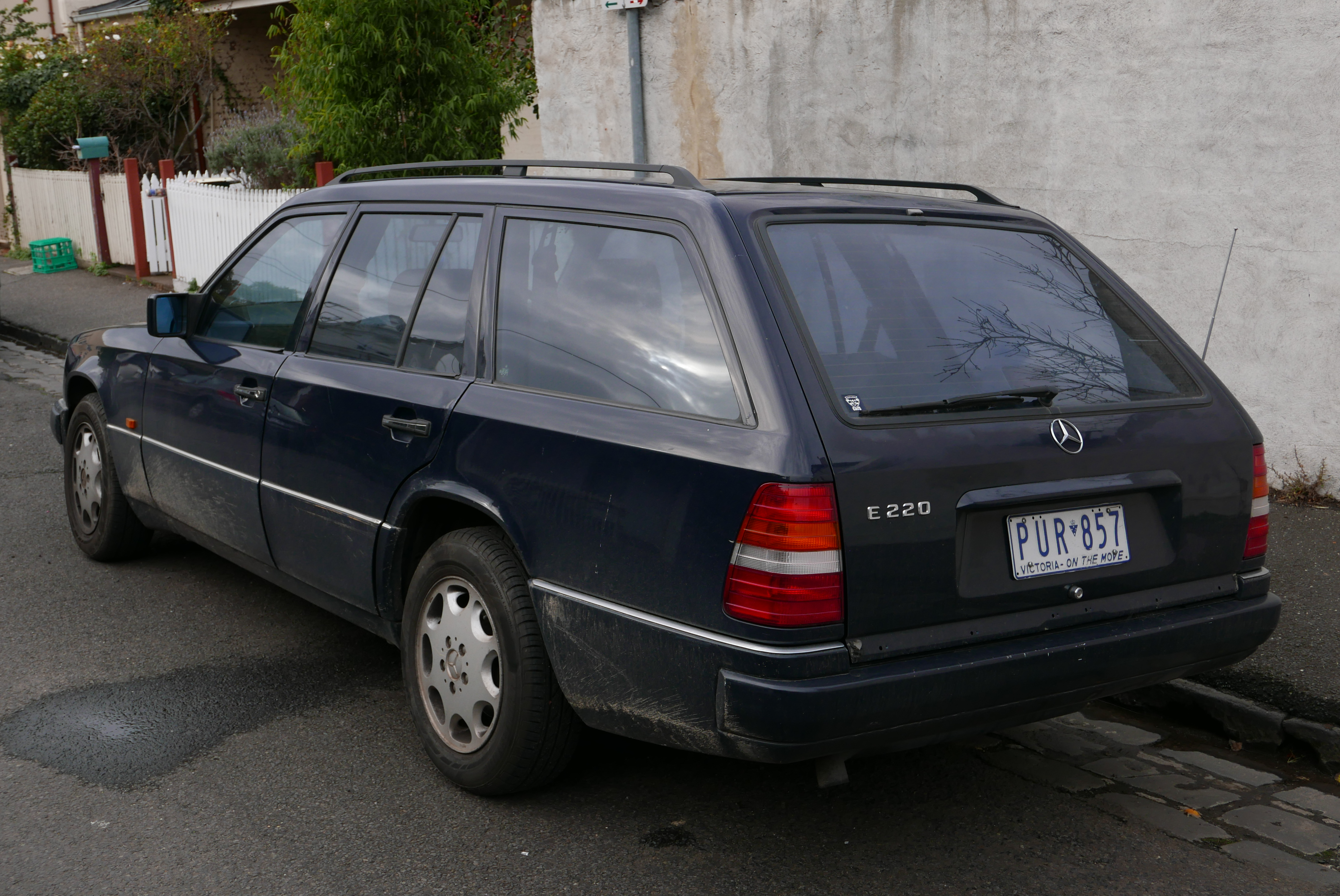
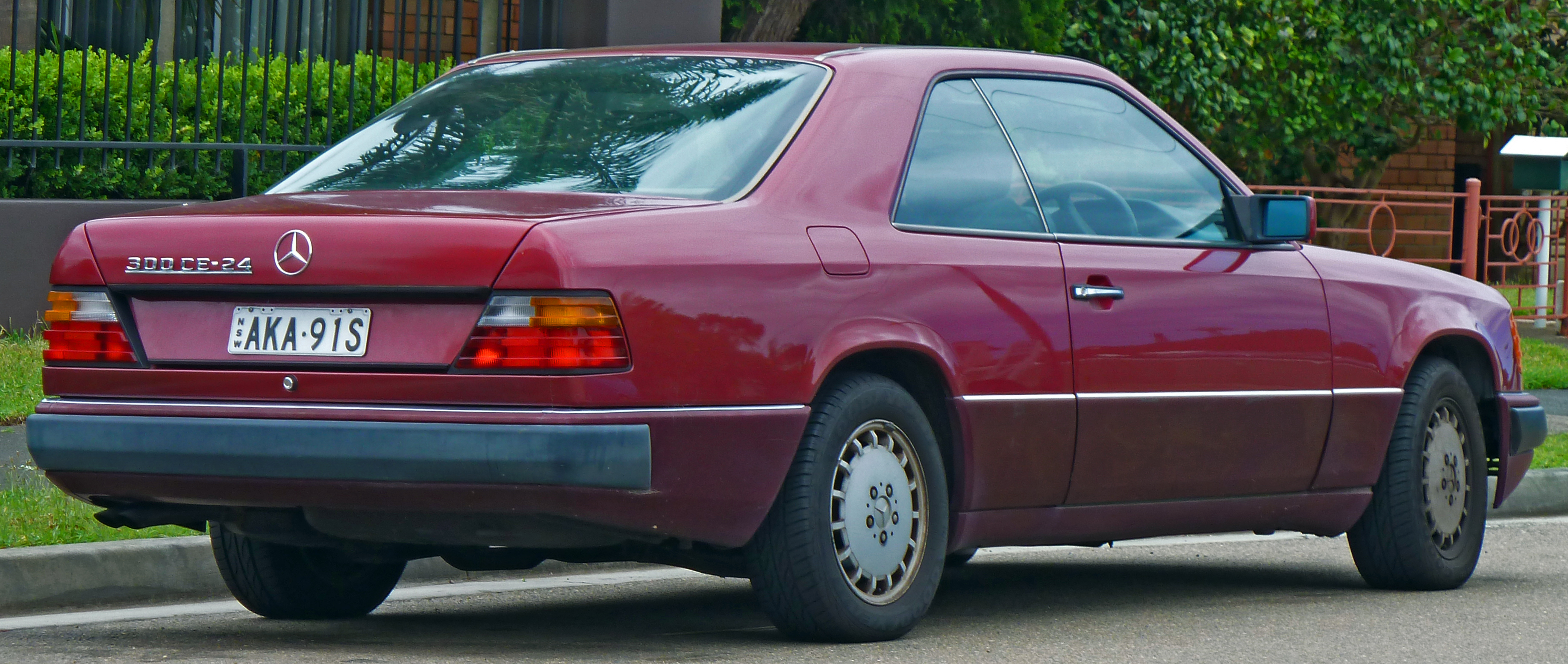
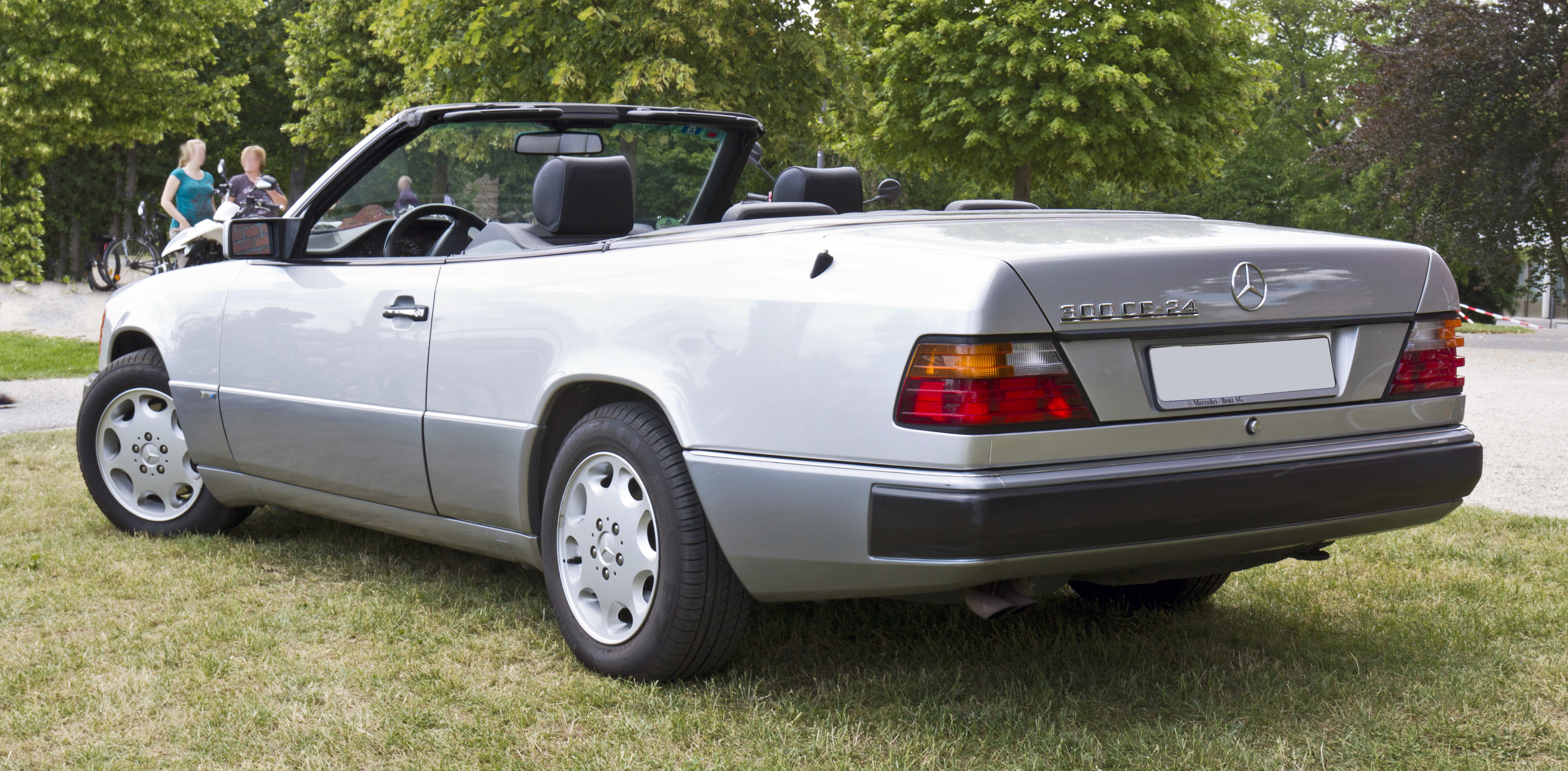
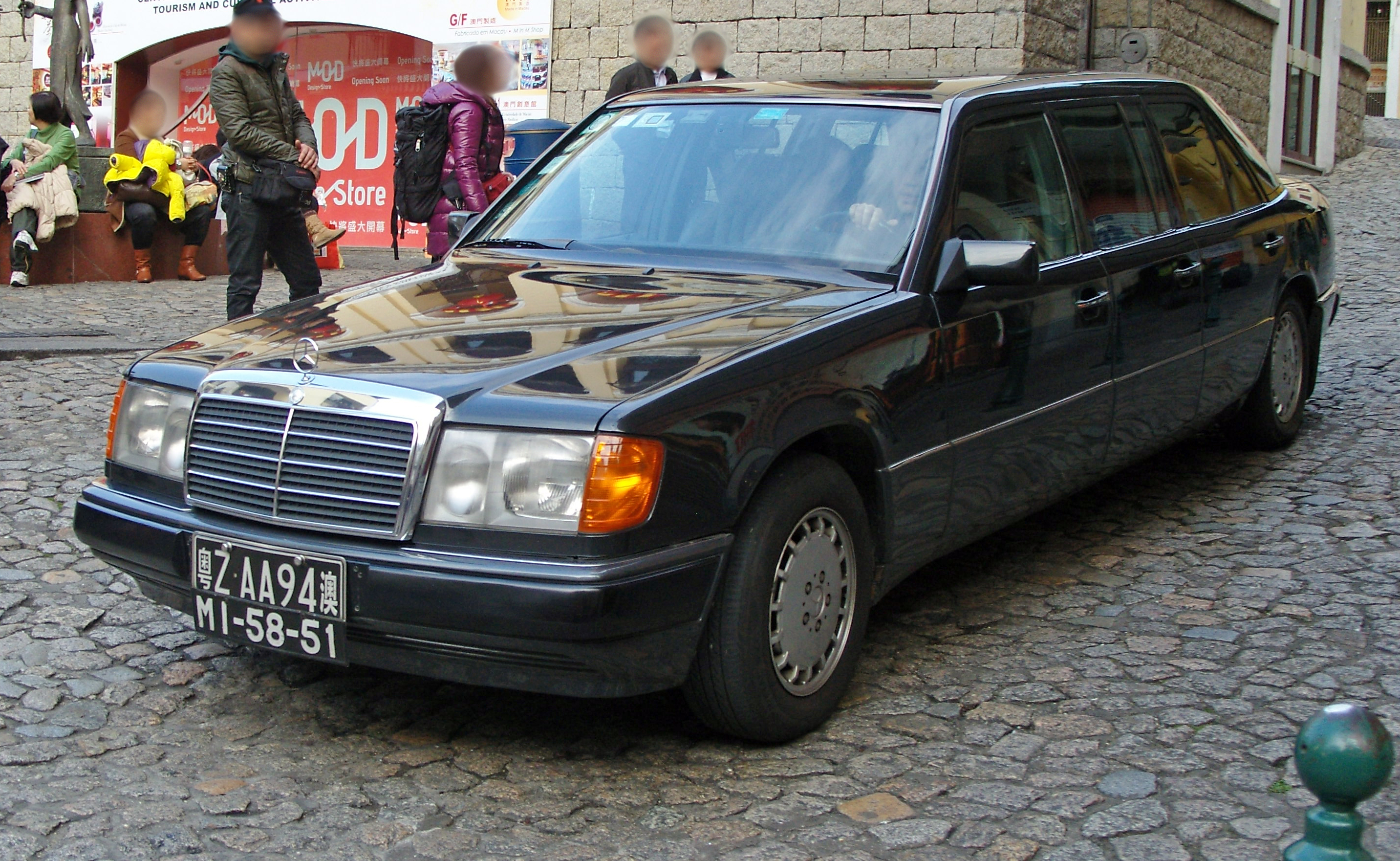
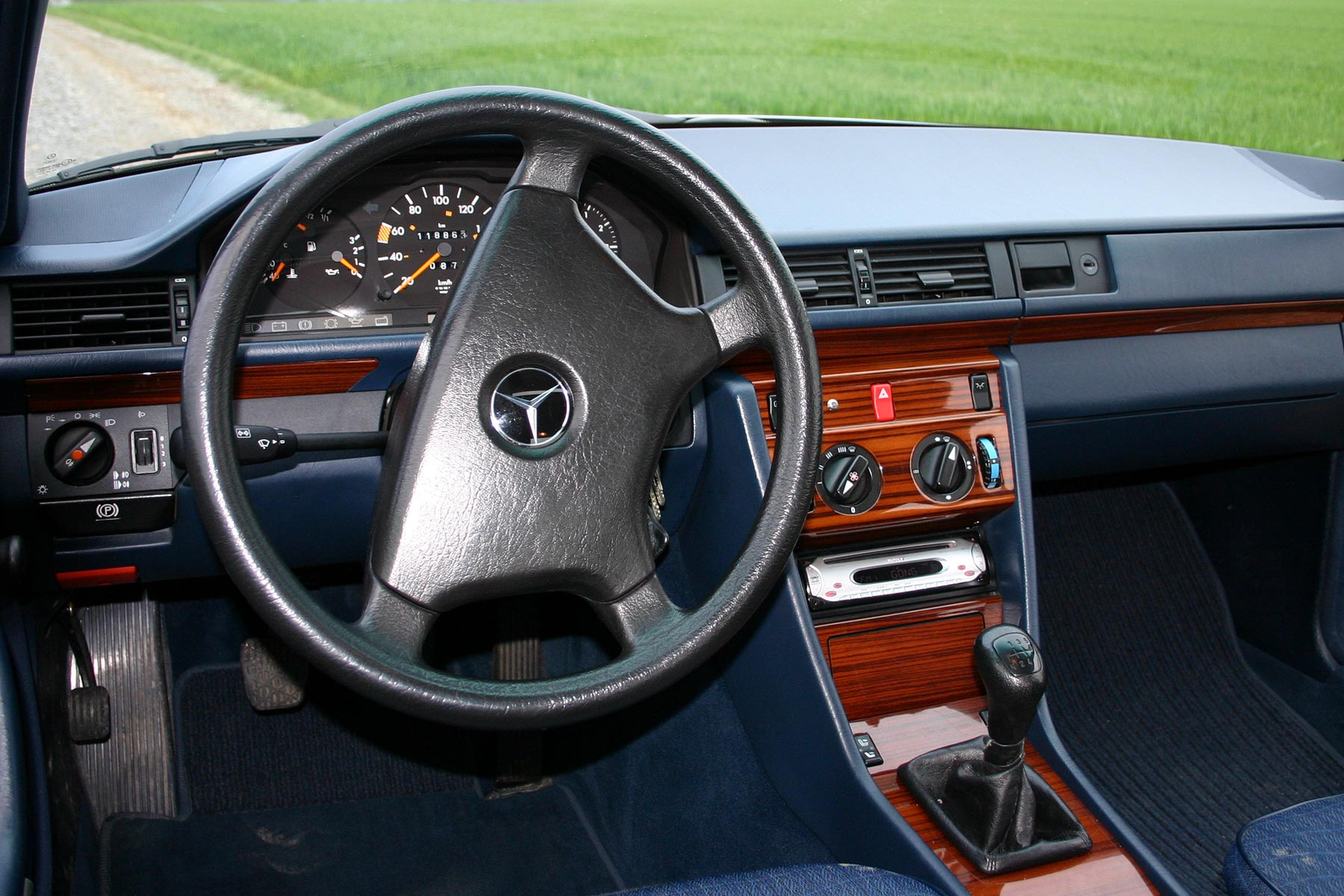